# Haasus
Haasus is een geslacht van hooiwagens uit de familie Pyramidopidae.
De wetenschappelijke naam Haasus is voor het eerst geldig gepubliceerd door Roewer in 1949. 

## Soorten
Haasus is monotypisch en omvat slechts de volgende soort
- Haasus judaeus
- Haasus naasane